# IC 2795
IC 2795 ist eine elliptische Galaxie vom Hubble-Typ E3 im Sternbild Löwe auf der Ekliptik. Sie ist schätzungsweise 695 Millionen Lichtjahre von der Milchstraße entfernt  und hat einen Durchmesser von etwa 60.000 Lichtjahren.

Im selben Himmelsareal befinden sich u. a. die Galaxien IC 2777, IC 2798, IC 2800, IC 2802.
Das Objekt wurde am 27. März 1906 vom deutschen Astronomen Max Wolf entdeckt.